# Bukichi Inoue

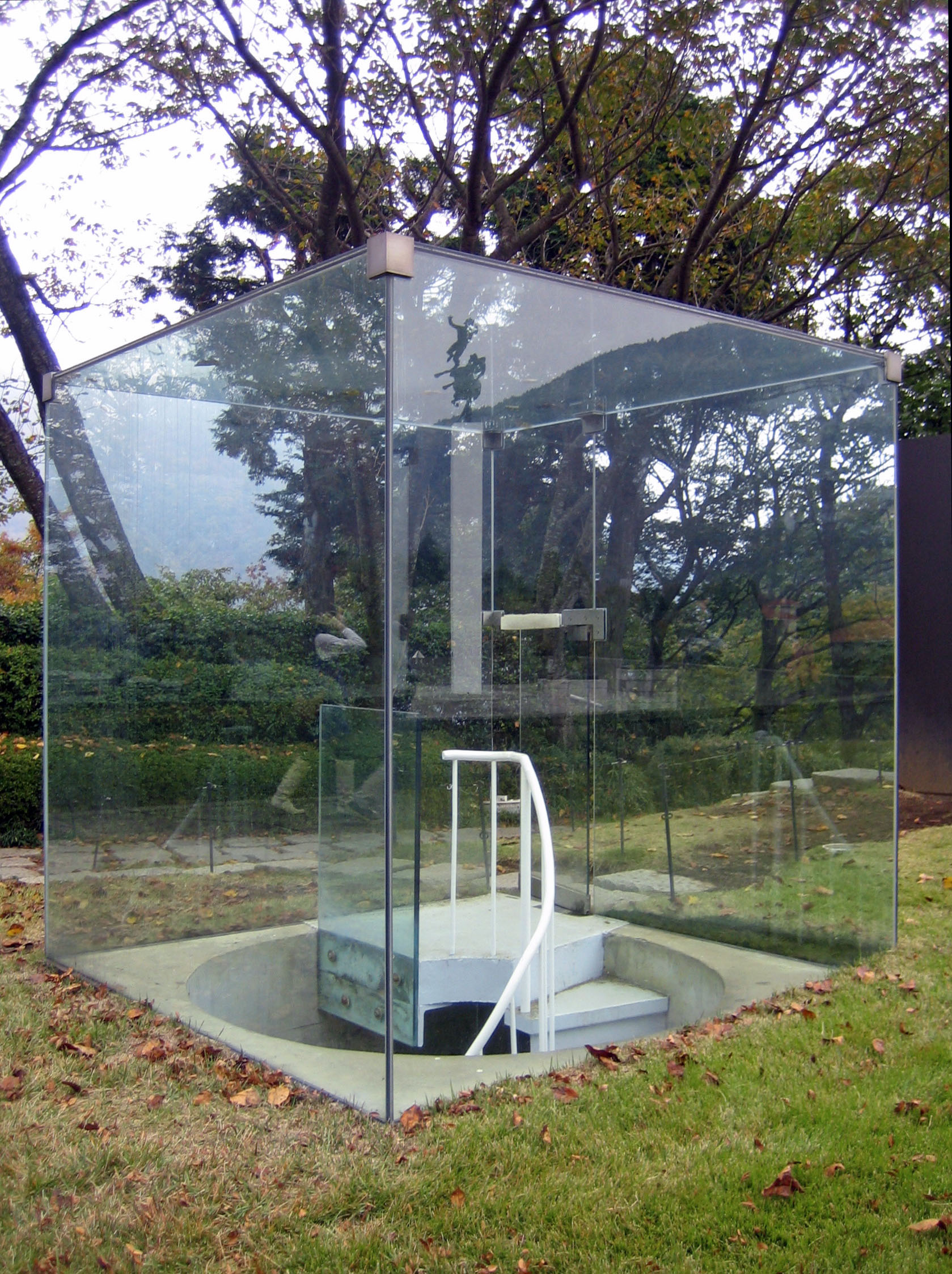
My Sky Hole (1979 in Hakone

Bukichi Inoue (Japans: 井上武吉, Inoue Bukichi) (Nara, 8 december 1930 – 1997) was een Japanse architect en beeldhouwer.

## Leven en werk
Inoue was werkzaam op het raakvlak van architectuur en beeldhouwkunst. Hij creëerde museumgebouwen voor het Beeldenpark Hakone in Hakone (Kanagawa) en het Ikeda Museum of 20th Century Art in Shizuoka. Daarnaast maakte hij sculpturen en installaties voor de openbare ruimte en beeldenparken en was hij landschapskunstenaar.
Inoue is bekend geworden door zijn serie werken genaamd My Sky Hole, waarvan voorbeelden zijn te zien in Japan, de Verenigde Staten en Europa.

## Enkele voorbeelden
- 1979 : My Sky Hole, Beeldenpark Hakone in Hakone (Japan)
- 1984 : My Sky Hole, 1984[1], Beeldenpark Hakone
- 1985 : My Sky Hole.85, Hiroshima (Japan)
- 1987 : My Sky Hole 87, Mie Prefectural Art Museum in Tsu, Mie (prefectuur) (Japan)
- 1988 : Hiroshima my sky hole 88-5, City Museum of Contemporary Art in de Open-air Exhibition Area van Hiroshima (Japan)
- ---- : My Sky Hole[2], Tokyo Museum of Modern Art, Uenopark in Tokio
- 1985/89 : Il mio buco del cielo (My Sky Hole), Beeldenpark Villa Celle bij Pistoia (Italië)
- 1991 : My Sky Hole 91-4, Aramaki Rose Park in Itami, Hyogo (prefectuur) (Japan)
- 1992 : My Sky Hole/Madrid[3], Beelden in het Parque Juan Carlos I in Madrid (Spanje)

## Fotogalerij

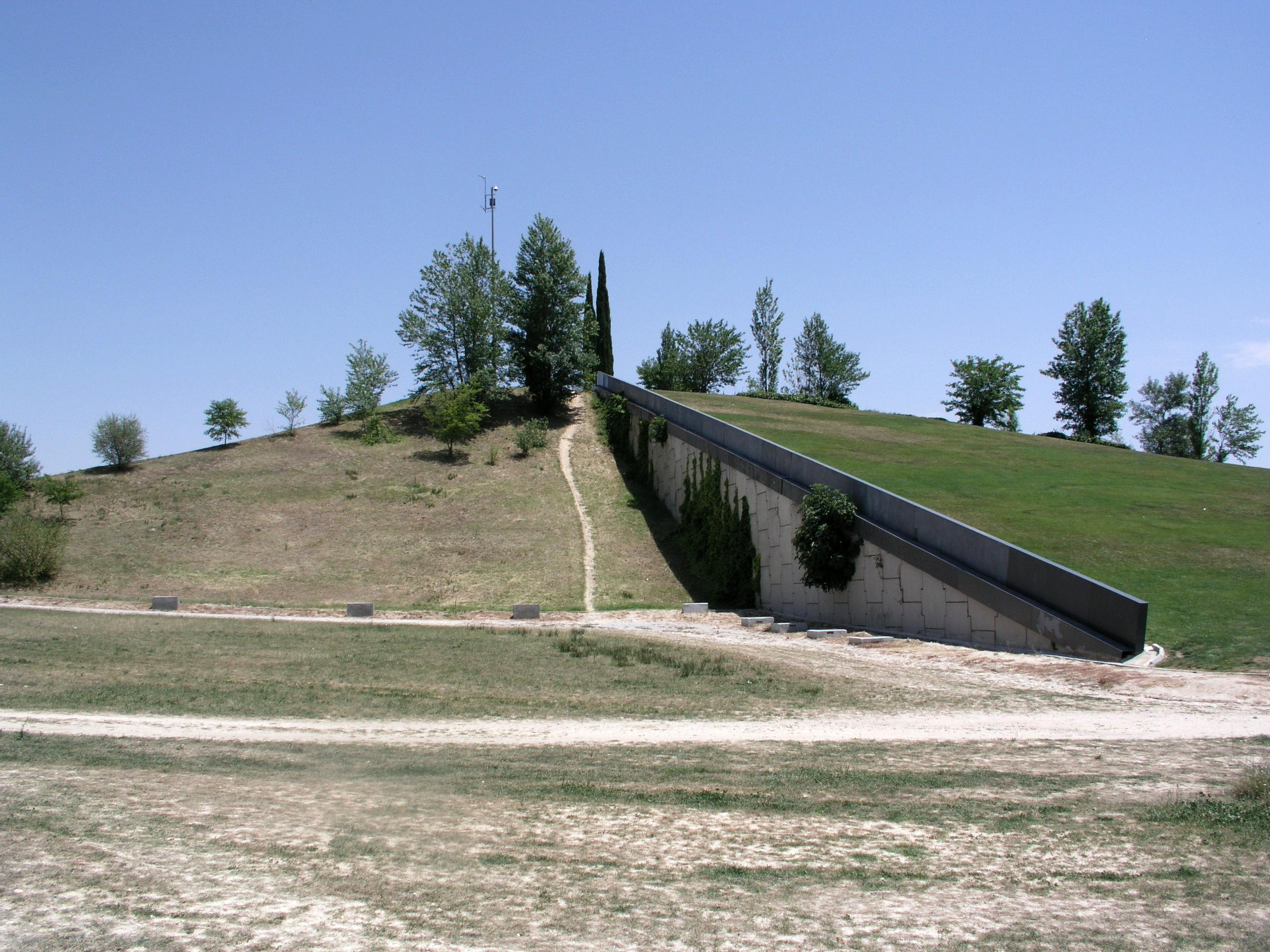
My Sky Hole/Madrid
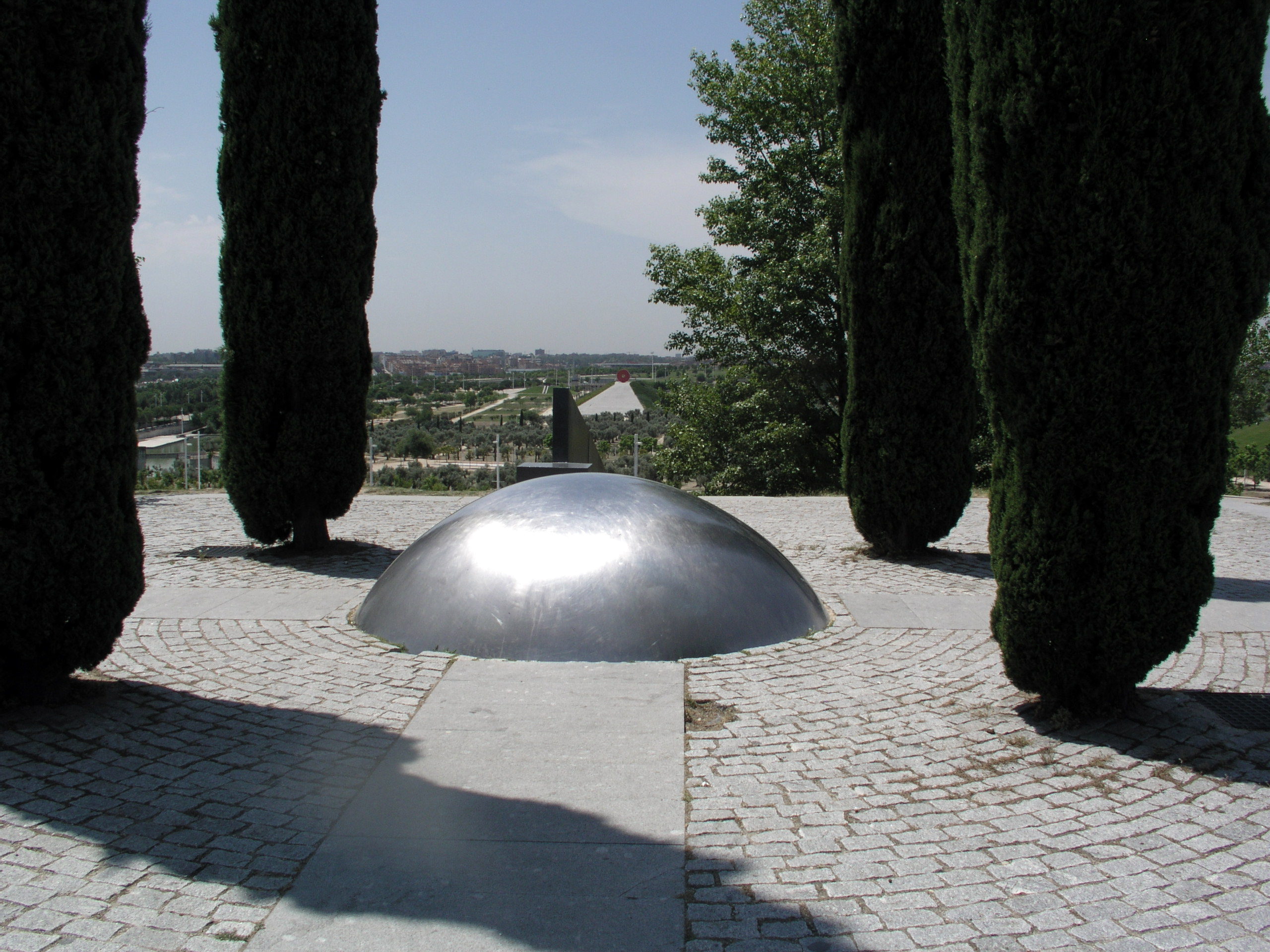
My Sky Hole/Madrid
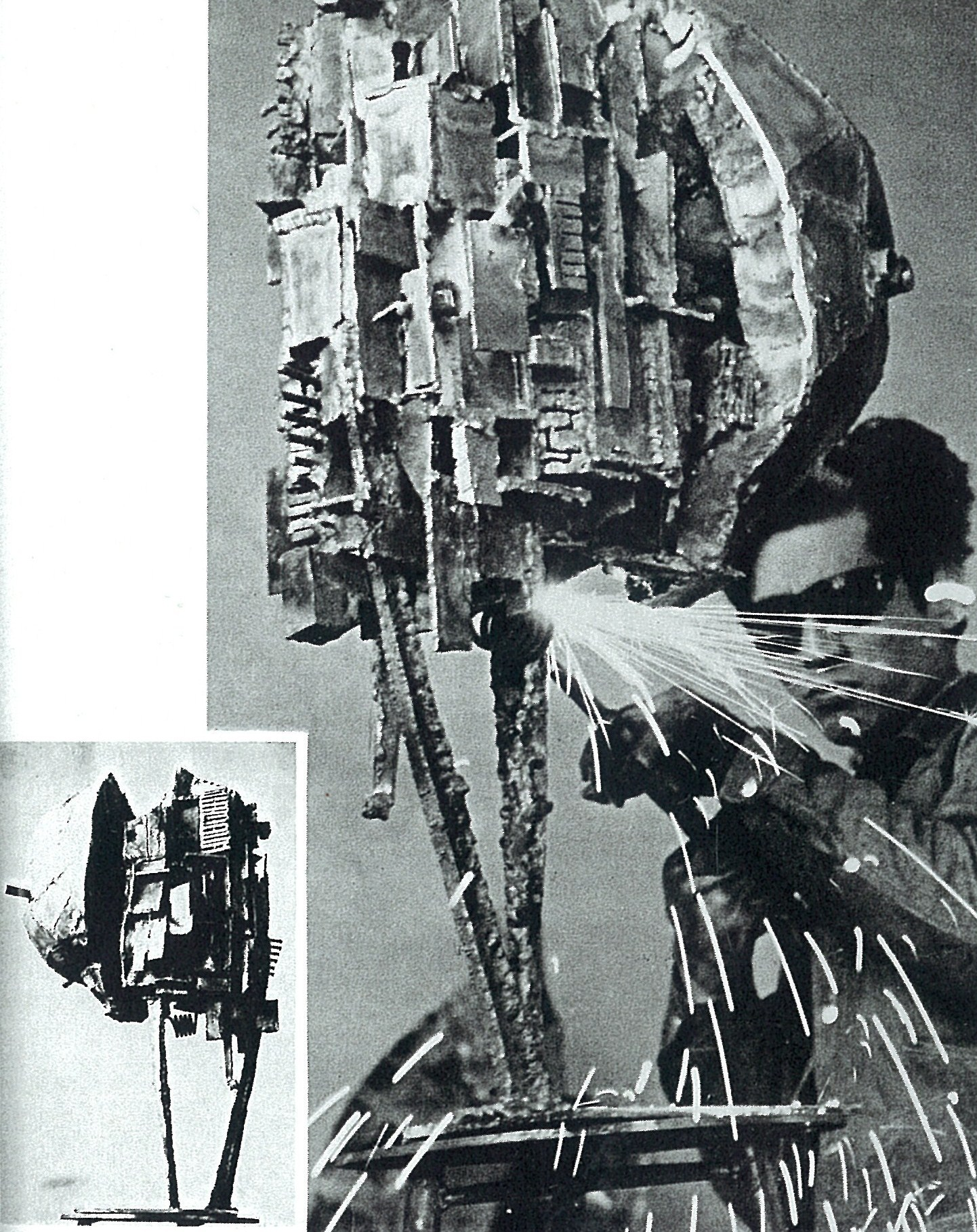
Bukichi Inoue (1963)

- CiNii: DA03265646
- Gemeinsame Normdatei: 118555685
- International Standard Name Identifier: 0000 0000 8262 3332
- Library of Congress Control Number: n86097638
- Bibliotheek van het Japanse parlement: 00150948
- Nederlandse Thesaurus van Auteursnamen: 335826652
- RKD-Nederlands Instituut voor Kunstgeschiedenis: 292802
- Système universitaire de documentation: 171856961
- Union List of Artist Names: 500059271
- Virtual International Authority File: 72185835
- WorldCat: E39PBJrRk7yRm4XYkqg3TgWv73